# 大久保友雅 (競馬)
大久保 友雅（おおくぼ ゆうが、2003年6月1日 - ）は、日本中央競馬会 (JRA) の騎手。祖父はナリタブライアンやメジロパーマーなどを管理した大久保正陽元調教師で父の裕章は畑端省吾厩舎で調教助手を務める。伯父は現役調教師の大久保龍志。

## 来歴
滋賀県で生まれ育つ。祖父の自宅にあったトロフィーやレイを見て、「ダービーを勝ちたい」と思い、小学5年生から乗馬苑で乗馬を習い始める。
2018年に競馬学校騎手課程第38期に合格。2022年にJRA競馬学校騎手課程を第38期生として卒業して騎手免許を取得。
同期には今村聖奈、川端海翼、佐々木大輔、土田真翔、角田大河、西塚洸二、鷲頭虎太らがいる。特に今村と角田は幼馴染であり、競馬学校入学前の小中学時代の同級生でもある。
2022年、栗東・池添学厩舎所属でデビュー。同年3月5日の阪神競馬第2競走の、タガノシリフケに騎乗したデビュー戦は2着。同年5月15日の中京競馬第8競走でキゾクに騎乗し1着となり、49戦目で初勝利を果たす。
2023年4月より池添学厩舎を離れフリーに所属変更。
2024年1月30日、勝ち鞍が2年間で3勝の現状を打破するため武者修行でニュージーランドへ渡航。現地のトップステーブルであるトニー・パイク厩舎を拠点に、シェアハウス生活をしながら多数の馬に調教をつけている。2025年5月31日、海外遠征中のニュージーランドでテラパ競馬場の5Rにチャーマーへ騎乗して1着となり、遠征28戦目で海外初勝利を挙げた。

## 人物
- 目標とする騎手は松山弘平[3]。
- 騎乗してみたい名馬はナリタブライアン[3]。
- 一番勝ちたいレースは天皇賞（春）[3]。

## 騎乗成績

### 概要
|        | 日付          | 競馬場・開催   | 競走名         | 馬名           | 頭数 | 人気 | 着順 |
| ------ | ------------- | -------------- | -------------- | -------------- | ---- | ---- | ---- |
| 初騎乗 | 2022年3月5日  | 1回阪神7日目2R | 3歳未勝利      | タガノシリフケ | 16頭 | 5    | 2    |
| 初勝利 | 2022年5月15日 | 3回中京4日目8R | 4歳上1勝クラス | キゾク         | 9頭  | 5    | 1    |

出典: JRA日本中央競馬会 騎手名鑑プロフィールより

### 年度別成績
| 年度   | 1着 | 2着 | 3着 | 騎乗数 | 勝率 | 連対率 | 複勝率 | 表彰 |
| ------ | --- | --- | --- | ------ | ---- | ------ | ------ | ---- |
| 2022年 | 3   | 4   | 3   | 173    | .017 | .040   | .058   |      |
| 2023年 | 0   | 1   | 4   | 105    | .000 | .010   | .048   |      |
| 中央   | 3   | 5   | 7   | 278    | .011 | .028   | .053   |      |